# Lamborghini Countach
Lamborghini Countach sportski je automobil talijanskog proizvođača Lamborghini koji se proizvodio od 1974.g. do 1990.g. Naziv je dobio prema riječi koju mladići u talijanskoj pokrajini Pijemont izgovaraju kada ugledaju prekrasnu ženu. Naziv je navodno ostao nakon što je Nuccio Bertone iz tvrtke Bertone po prvi put ugledao "Projekt 112" u svom studiju i izustio uzvik. Većina ostalih modela Lamborghinija dobila je nazive vezane uz borbe bikova. 
Prototip je predstavljen na Ženevskom autosalonu 1971.g.
Model je mnogo donio popularnosti dizajna s vozačkim mjestom postavljeni naprijed, kako bi što više mjesta ostalo za motor. Model je imao oblik krilca, koji su nakon njega koristili mnogi proizvođači automobila. Iako se ne proizvodi od 1990. bio je dugo popularan. Mnoge sličnosti s modela Countach vide se na novijim modelima Diablo i Murciélago.     

## Izgled
Za izgled automobila zaslužan je Marcello Gandini iz Bertone studia za dizajn, isti čovjek koji je radio na modelu Miura.
Gandini je bio tada mlad i neiskusan dizajner - ne baš previše upućen u praktične i ergonomske aspekte auto dizajna, ali isto tako i neopterećen njima. Načinio je vrlo napadan dizajn. Countach je bio širok i nizak i ne previše dug. Karoserija modela bila je gotovo potpuno načinjena od ravnih trapezoidnih ploča. Iako je sam automobil bio oblikovan poput krilca s 
puno kutova, bilo je i oblih linija. Vrata modela otvarala su se prema gore i naprijed, poput škara i postala su zaštitni znak Lamborghinija. Takva vrata djelomično su bila postavljena 
zbog samog stila, ali ponajviše zbog toga što širina automobila nije dopuštala ugradnju konvencionalnih vrata. Zbog otvaranja prema gore bilo je potrebno paziti kod otvaranja vrata u niskim prostorima (zbog loše vidljivosti prema natrag, vozači su prilikom parkiranja vožnjom unatrag često znali otvortiti vrata, sjesti na rub i tako parkirati).
Loš stil prototipa postupno je dotjeran i prilagođen u skladu s razvojem automobila kako bi popravio performanse, upravljivosti, držanja ceste i mogućnosti da ostvari zadane vrijednosti. To je počelo s prvim proizvodnim modelom gdje je ugrađeno nekoliko otvora kako bi adekvatno hladili motor. Ugrađen je i legendarni NACA-usis (usis razvijen i dizajniran 1945.g.
od strane National Advisory Committee for Aeronautics koji kada se pravilno ugradi omogućuje neometan dovod zraka uglavnom za hlađenje motora, a često je korišten na zrakoplovima i sportskim automobila) na vrata i stražnji blatobran sa svake strane automobila. Kasniji dodaci uključivali su pokazivače smjera na branicima, krilca i različite branike, što je malo pomalo mijenjalo izgled automobila.
Stil i vizualni dojam učinio je od Countacha pojam odličnog dizajna kod svih osim autoinženjera. Superiorne performanse kasnijih Lamborghini modela  
(Diablo i Muricelago) više su se svidjele inženjerima i vozačima, ali nisu imali originalnost i hrabrost u izgledu koja se Countacha učinila slavnim. Različiti dojmovi koji su ostavili različiti modeli Lamborghinija uzrokovali su mnoga neslaganja i rasprave oko toga što je klasični dizajn autombila (elegantni izgled i stil - protiv - tehničke i konstruktorske superiorornosti).

## Motor
Stražnje kotače pokretao je tradicionalni Lamborghini V12 motor. Iako je tvrtka namjeravala ugraditi 5-litreni motor, u prvim modelima ugrađen je motor iz modela Miura. U kasnije su modele ugrađivani 5 litreni i 5.2 litreni motori.

## Slike
- LP 400 odostraga
- LP 400 sprijeda
- Model za 25. godišnjicu tvrtke

## Podaci o prozvodnji
Ukupno 2,042 automobila su proizvedena u tijeku 16 godina proizvodnje Countacha:
| prototip | LP400 | LP400S | LP500S | LP500S QV | 25. jubilarni |
| 1        | 157   | 237    | 321    | 676       | 650           |

## Vanjske poveznice
- podaci o najčešćoj britanskoj Lamborghini replici  Arhivirana inačica izvorne stranice od 16. siječnja 2022. (Wayback Machine)